# Право мёртвой руки
Пра́во мёртвой руки́ (лат.  manus mortua — мёртвая рука), норма феодального права, существовавшая в Средние века в странах Западной и Центральной Европы.

## История
Согласно «Праву мёртвой руки» феодал имел право изъять после смерти крестьянина часть его имущества (обычно — лучшую голову скота, лучшую одежду) или её стоимость в деньгах.
Это право основывалось на личной зависимости крестьян и до XI века в той или иной форме распространялось на всех лично зависимых крестьян. Право мёртвой руки было одной из многочисленных привилегий, которыми обладал господствующий класс в эпоху феодализма.
Отобрание части наследства вызывало недовольство среди крестьян и нередко приводило к волнениям. В Чехии во второй половине XIV века эти волнения приняли характер открытых выступлений крестьянства против феодалов и прежде всего против духовных феодалов, так как на землях, принадлежавших церквям и монастырям, присвоение имущества умерших крестьян практиковалось особенно часто. Опасаясь восстаний крестьянства, феодалы с конца XIV века несколько ограничили присвоение крестьянского наследства. В 1386 году распоряжением пражского архиепископа право мёртвой руки было отменено в отдельных владениях архиепископства.
В некоторых странах «Право мёртвой руки» стало постепенно отмирать начиная уже с XII века в связи с личным освобождением крестьян. В качестве редкого пережитка крепостного состояния (т. н. «серважа») оно сохранялось в отдельных районах Европы вплоть до XVIII века (например, для французских менмортаблей в Берри, Оверни, Бурбонне, Ниверне и Бургундии).

### На Руси
На Руси «Право мёртвой руки» не получило распространения. Например, статья 90 Пространной Редакции Русской Правды гласила: «Если смерд умрёт, то наследство князю; если будут дочери у него, то дать им приданое». Некоторые исследователи трактуют её в том смысле, что после смерти смерда его имущество переходило целиком к князю, и значит он человек «мертвой руки», то есть не способный передавать наследство. Однако дальнейшие статьи разъясняют ситуацию — речь идет о выморочном наследстве, то есть о тех случаях, когда смерд умирал, не оставив сыновей. Отстранение женщин от наследства таким образом было свойственно на определенном этапе всем народам Европы.

### Католическая церковь
Особое «Право мёртвой руки» действовало в отношении Церкви: оно означало запрет отчуждения земельного имущества Церкви (в некоторых странах всякое земельное владение Церкви прочно закреплялось за ней). Оно также называлось амортизацией (лат. amortisatio, amorticatio, то есть убиение, погашение) Благодаря этому праву Церковь постепенно превратилась в крупного земельного собственника, имеющего по сравнению с самими королями и светскими магнатами несомненное преимущество, так как церковные и монастырские земли не подлежали дроблению и возврату в мирской земельный фонд. Отсюда возникла поговорка, что церковь держит земли «в мёртвой руке».
Данное право вызывало недовольство у многих монархов и порождало стремление отменить Право мёртвой руки или хотя бы остановить расширение земельных владений Церкви. Первым это сделал английский король Эдуард I. В 1279 году он издаёт Статут «О мёртвой руке или о церковных людях», который запрещал духовным лицам и Церкви вступать во владение светскими феодами, а владельцам этих феодов — продавать или дарить духовным лицам и Церкви свои земли без согласия их сеньоров. Окончательно Право мёртвой руки было отменено в протестантских странах в период Реформации (XVI век), а во Франции — в период Великой Французской революции .